# Carolyne Bernard
Carolyne J. Bernard (sinh tháng 9 năm 1994) là chủ nhân cuộc thi sắc đẹp người Tanzania đã giành danh hiệu Hoa hậu Hoàn vũ Tanzania 2014. Cô đã rút lui vì một tai nạn mà cô trở thành người đại diện cho Tanzania tại Hoa hậu Hoàn vũ 2014 tại Doral, Miami, Florida, Hoa Kỳ.

## Cuộc thi sắc đẹp

### Hoa hậu Hoàn vũ Tanzania 2014
Bernard đã đăng quang Hoa hậu Hoàn vũ Tanzania 2014 vào ngày 1 tháng 11 năm 2014 tại khách sạn Golden Tulip ở Dar es Salaam. Trận chung kết đã được trao 3 danh hiệu cho Tanzania, đó là Hoa hậu Hoàn vũ Tanzania 2014 (Người chiến thắng lớn) và 2 Á hậu, Hoa hậu Trái đất Tanzania 2014 và Hoa hậu Siêu quốc gia Tanzania 2014.